# Dirk Huysmans
Dirk Huysmans (3 september 1973) is een Belgisch voormalig voetballer en huidig voetbaltrainer. Hij was een linksbuiten, linkshalf en centrumspits. Hij speelde bij onder meer Lierse, Standard en Germinal Beerschot. In 1997 werd hij met Lierse Belgisch landskampioen. 
Huysmans was ook korte tijd international. Na 16 jaar profspeler te zijn heeft hij nog enkele jaren in de lagere reeksen gespeeld.

## Trainerscarrière
Dirk Huysmans is na zijn carrière als speler begonnen aan zijn trainerscarrière. Eerst was hij enkele jaren hulptrainer bij Rochus Deurne en VC Wijngem, waar zijn broer Danny Huysmans hoofdtrainer was. 
Vanaf seizoen 2013/2014 heeft hij de stap gemaakt naar hoofdtrainer van 4e provincialer  KV Westmalle. Sinds het seizoen 2016/2017 is hij trainer bij Wijnegem VC. 
In 2021 werd Huysmans voorgesteld als coach van K. Wuustwezel F.C. In de zomer van 2023 maakte Huysmans de overstap naar Lierse Kempenzonen, waar hij trainer werd van de beloften.